# Napo Vallis
La Napo Vallis è una struttura geologica della superficie di Marte.